# 富船町
富船町（とみふねちょう）は愛知県名古屋市中川区にある町名。現行行政地名は富船町1丁目から富船町5丁目。住居表示未実施。

## 地理
名古屋市中川区の東部に位置し、東に富川町、西に四女子町と蔦元町と篠原橋通、南に清船町、北と北東に中京南通と接する。

## 世帯数と人口
2019年（平成31年）1月1日現在の世帯数と人口は以下の通りである。
| 町丁   | 世帯数  | 人口  |
| ------ | ------- | ----- |
| 富船町 | 274世帯 | 680人 |

## 学区
市立小・中学校に通う場合、学校等は以下の通りとなる。また、公立高等学校に通う場合の学区は以下の通りとなる。
| 丁目        | 番・番地等 | 小学校               | 中学校               | 高等学校 |
| ----------- | ---------- | -------------------- | -------------------- | -------- |
| 富船町1丁目 | 全域       | 名古屋市立常磐小学校 | 名古屋市立長良中学校 | 尾張学区 |
| 富船町2丁目 | 全域       | 名古屋市立常磐小学校 | 名古屋市立長良中学校 | 尾張学区 |
| 富船町3丁目 | 全域       | 名古屋市立常磐小学校 | 名古屋市立長良中学校 | 尾張学区 |
| 富船町4丁目 | 全域       | 名古屋市立常磐小学校 | 名古屋市立長良中学校 | 尾張学区 |
| 富船町5丁目 | 全域       | 名古屋市立篠原小学校 | 名古屋市立長良中学校 | 尾張学区 |

## 施設
- ゲンキー 富船店

## その他

### 日本郵便
- 郵便番号 : 454-0823[2]（集配局：中川郵便局[7]）。